# Bad Blankenburg
Bad Blankenburg település Németországban, azon belül Türingiában. Lakosainak száma 5992 fő (2023. december 31.).

## Népesség
A település népességének változása:
| Lakosok száma | 6515 | 6407 | 6075 | 6029 | 5992 |
|               | 2017 | 2019 | 2021 | 2022 | 2023 |